# Paul Lodge
Paul Lodge (Liverpool, 13 febbraio 1961) è un allenatore di calcio ed ex calciatore inglese, di ruolo centrocampista.

## Carriera

### Giocatore
Esordisce tra i professionisti nella stagione 1980-1981 giocando 11 partite nella prima divisione inglese con l'Everton, club della prima divisione inglese in cui già aveva giocato anche nelle giovanili; anche nella stagione 1981-1982 gioca con buona continuità, disputando ulteriori 13 partite di campionato. Nella stagione 1982-1983, la sua ultima nel club, non scende mai in campo in partite ufficiali ed anzi trascorre 2 distinti periodi in prestito, prima al Wigan (5 presenze ed una rete in terza divisione) e poi al Rotherham Utd (4 presenze in seconda divisione), senza comunque mai giocare con grande continuità in nessuno dei 2 club. Nella parte conclusiva della stagione 1982-1983 viene infine ceduto al Preston N.E., con cui gioca 19 partite in terza divisione; rimane in squadra anche nella stagione 1983-1984, nella quale gioca ulteriori 19 partite in terza divisione. Nella stagione 1984-1985 si divide poi tra Bolton (4 presenze in terza divisione), Port Vale (3 presenze in quarta divisione durante un periodo in prestito nel club) e Stockport County (12 presenze e 2 reti in quarta divisione); rimane allo Stockport County anche nella prima parte della stagione 1985-1986, giocandovi un'ulteriore partita in quarta divisione; conclude la stagione 1985-1986 in Northern Premier League (sesta divisione) con i semiprofessionisti del Southport, con cui in seguito trascorre anche l'intera stagione 1986-1987 ed i primi mesi della stagione 1987-1988, sempre nella medesima categoria. Nella seconda parte della stagione 1987-1988 e nell'intera stagione 1988-1989 è invece tesserato del Macclesfield Town, in Football Conference (quinta divisione e più alto livello calcistico inglese al di fuori della Football League); torna a giocare in questa categoria dal 1993 al 1996 con il Southport, dopo aver giocato in precedenza anche con Witton Albion e Morecambe. Lasciato il Southport gioca ancora saltuariamente per alcuni anni in vari club semiprofessionistici delle serie minori inglesi, iniziando parallelamente anche ad allenare in alcuni di essi.

### Allenatore
La sua prima esperienza da allenatore è con il ruolo di vice di Paul Futcher al Southport nella stagione 1998-1999; nel gennaio del 1999, all'esonero di quest'ultimo, Lodge diventa per un periodo allenatore ad interim del club, salvo poi tornare a svolgere il ruolo di vice alle dipendenze del nuovo allenatore Mark Wright. Nella stagione 2000-2001 lavora nuovamente come vice di Futcher ai semiprofessionisti dello Stalybridge Celtic. Dopo aver ripreso per un periodo a giocare, nella stagione 2003-2004 allena i semiprofessionisti del St Helens Town, in North West Counties Football League (nona divisione); lavora poi per 2 anni come vice dell'Accrington Stanley, salvo poi all'inizio della stagione 2006-2007 venir ingaggiato come allenatore del Chorley, in Northern Premier League (settima divisione), dimettendosi però dall'incarico dopo 2 mesi. In seguito ha lavorato nuovamente come vice dell'Accrington Stanley per una stagione.